# Acantharctia tenuifasciata
Acantharctia tenuifasciata är en fjärilsart som beskrevs av George Francis Hampson 1910. Acantharctia tenuifasciata ingår i släktet Acantharctia och familjen björnspinnare. Inga underarter finns listade i Catalogue of Life.

## Bildgalleri

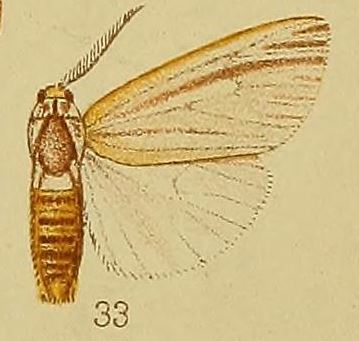